# Tachina cordiforceps
Tachina cordiforceps là một loài ruồi trong họ Tachinidae.